# Cuando vuelva la marea
Cuando vuelva la marea es el nombre del cuarto álbum de estudio del cantautor español Andrés Suárez, lanzado al mercado el 15 de junio del año 2011 bajo la discográfica Warner Music.

## Lista de canciones
Todas las canciones fueron escritas y compuestas por Andrés Suárez.

| N.º   | Título                                    | Duración |  |
| 1.    | «Hay algo más»                            | 4:15     |  |
| 2.    | «A media estrella»                        | 3:37     |  |
| 3.    | «Imagínanos»                              | 3:51     |  |
| 4.    | «No te quiero tanto»                      | 5:00     |  |
| 5.    | «Lo malo está en el aire»                 | 4:13     |  |
| 6.    | «No me queda un abril para ti»            | 3:36     |  |
| 7.    | «La vi bailar flamenco»                   | 4:10     |  |
| 8.    | «Más de un 36»                            | 4:08     |  |
| 9.    | «Benijo»                                  | 4:39     |  |
| 10.   | «Piedras y charcos»                       | 4:20     |  |
| 11.   | «Perdón por los bailés con Pablo Milanés» | 8:08     |  |
| 12.   | «Tengo 26»                                | 5:55     |  |
| 54:32 |                                           |          |  |

- Datos: Q56277425